# Aviron Aviation Company
Aviron Aviation Company fue una compañía de aviación fundada en abril de 1936 en el Mandato Británico de Palestina. La empresa aeronáutica estaba destinada a formar pilotos y luego a operar una aerolínea principalmente interna, que debería satisfacer las necesidades de transporte aéreo del Yishuv, la comunidad judía en Palestina.

## Nombre
Aviron es una palabra para decir avión inventada en 1908 por Eliezer Ben-Yehuda o por su hijo Itamar Ben-Avi, el primer hablante nativo de hebreo moderno. En la segunda mitad del siglo XX, dejó de utilizarse en favor de la palabra "matos", inventada en 1928 por el escritor Jaim Najman Biálik.

## Historia
En 1934, los funcionarios sionistas que se ocupaban de la inmigración judía procedente de Polonia, obtuvieron de David Ben-Gurión, que actuaba en nombre de la Agencia Judía, el dinero para comprar un De Havilland Tiger Moth. El avión llegó en octubre de ese mismo año, pilotado por un piloto e instructor de vuelo británico. La compañía aérea Aviron fue fundada en 1936 por Dov Hoz e Yitzhak Ben Yaakov, uno de los primeros miembros del kibutz Degania, por iniciativa de la asociación sindical Histadrut y la Agencia Judía. En sus inicios, Aviron tenía su base en tres kibutzim en el norte del Valle del Jordán, con la escuela de vuelo en el ático del establo de Degania Alef, una pista de aterrizaje improvisada en el kibutz Afikim y un hangar en Ashdot Yaakov. En 1938, Aviron abrió una escuela de vuelo y celebró su primera ceremonia de graduación de quince pilotos el 21 de abril de 1939. Durante la gran revuelta árabe de 1936-1939 en Palestina, Aviron ayudó a la fuerza de autodefensa judía Haganá en misiones de reconocimiento y en la transferencia de suministros y ayuda médica a asentamientos que de otro modo serían inaccesibles. Además de dos aviones de enseñanza, la compañía operó cuatro aviones de tres y dos asientos, ofreciendo un servicio diario entre Lod, Haifa y Tiberíades, entre 1936 y 1947, en el Mandato de Palestina. El Palavir era la rama aérea del Palmaj y en 1947 se unió al Sherut Avir, que se hizo cargo del material de Aviron, el Sherut Avir fue el precursor de la Fuerza Aérea Israelí.